# Zilog

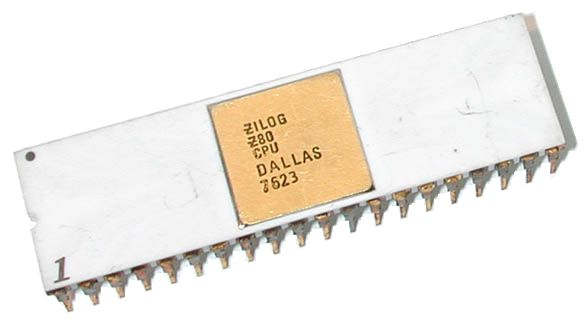
Zilog Z80

Zilog, od roku 1998 oficiálně ZiLOG, je výrobce počítačových procesorů. Je nejznámější díky sérii Z80, která je zaměnitelná s Intel 8080. 
Zilog jako akciová společnost byla založena v Kalifornii v roce 1974 Federikem Fagginem, který opustil Intel poté, co pracoval na procesoru 8080. Z80 byl vylepšený 8080, byl rychlejší, schopnější a o mnoho levnější. Vedle 6502 to byl jeden z nejpopulárnějších osmibitových procesorů pro obecné mikropočítače a jiné aplikace. Byly použity v domácích mikropočítačích Sinclair ZX Spectrum, ZX80 a ZX81 a také v architektuře MSX nebo sériích TRS-80 kromě mnoha dalších. Také mnoho grafických kalkulátorů využívalo Z80 jako hlavní procesor a v některých novějších herních konzolích pak jako sekundární procesor, např. Mega Drive. Operační systém CP/M (a jeho rozsáhlá softwarová knihovna obsahující hity jako Wordstar a dBase) byl známý jako „Z80 Disk Operating System“ a jeho úspěch je z části zapříčiněn popularitou Z80.

## Seznam produktů Zilogu

### Mikroprocesory
- Zilog Z80 (1976)
- Zilog Z8000 (ca 1978)
- Zilog Z8 (1979)
- Zilog Z800 (1985)
- Zilog Z80000 (koncem roku 1985)
- Zilog Z280 (začátkem r. 1986)
- Zilog Z180 (koncem r. 1986)
- Zilog Z380 (1994)
- Zilog eZ80 (2001)
- Zilog eZ8 (2005)
- Zilog Z16 (2006)

### Mikrokontrolery
- Zilog Z8 Encore!
- Zilog Z8 Encore XP!

### Infračervené mikrokontrolery
- Zilog Crimzon

### IrDAvysílač/přijímač
- ZHX série

### Komunikační kontrolery

#### Mikroprocesor
- Z80382/Z8L382

#### Jednočipový modem
- Z022 series

#### PCMCIA adaptér
- Z16017/Z16M17/Z86017

#### Bezdrátový kontroler
- Z87200
- Z87L01
- Z87L10

### Digitální signálový procesor
- Z86295
- Z89 série

### TV kontrolery

#### Line 21 Dekodéry
- Z86129/Z86130/Z86131
- Z86228/Z86229/Z86230

#### TV Kontrolery
- Z90231
- Z90233
- Z90251
- Z90255